# Fontaine-lès-Vervins
Fontaine-lès-Vervins és un municipi francès situat al departament de l'Aisne i a la regió dels Alts de França. L'any 2007 tenia 934 habitants.

## Demografia

### Població
El 2007 la població de fet de Fontaine-lès-Vervins era de 934 persones. Hi havia 348 famílies de les quals 84 eren unipersonals (38 homes vivint sols i 46 dones vivint soles), 92 parelles sense fills, 134 parelles amb fills i 38 famílies monoparentals amb fills.
La població ha evolucionat segons el següent gràfic:
Habitants censats

### Habitatges
El 2007 hi havia 397 habitatges, 349 eren l'habitatge principal de la família, 10 eren segones residències i 38 estaven desocupats. 362 eren cases i 31 eren apartaments. Dels 349 habitatges principals, 250 estaven ocupats pels seus propietaris, 90 estaven llogats i ocupats pels llogaters i 9 estaven cedits a títol gratuït; 4 tenien una cambra, 17 en tenien dues, 45 en tenien tres, 98 en tenien quatre i 185 en tenien cinc o més. 254 habitatges disposaven pel capbaix d'una plaça de pàrquing. A 172 habitatges hi havia un automòbil i a 135 n'hi havia dos o més.

### Piràmide de població
La piràmide de població per edats i sexe el 2009 era:
| Homes | Edats   | Dones |
| ----- | ------- | ----- |
| 0     | 95 o +  | 0     |
| 4     | 90 a 94 | 4     |
| 0     | 85 a 89 | 8     |
| 12    | 80 a 84 | 0     |
| 8     | 75 a 79 | 16    |
| 24    | 70 a 74 | 28    |
| 32    | 65 a 69 | 24    |
| 4     | 60 a 64 | 12    |
| 44    | 55 a 59 | 20    |
| 36    | 50 a 54 | 60    |
| 40    | 45 a 49 | 44    |
| 12    | 40 a 44 | 20    |
| 28    | 35 a 39 | 16    |
| 20    | 30 a 34 | 24    |
| 24    | 25 a 29 | 8     |
| 32    | 20 a 24 | 12    |
| 20    | 15 a 19 | 32    |
| 16    | 10 a 14 | 20    |
| 24    | 5 a 9   | 16    |
| 20    | 0 a 4   | 28    |

## Economia
El 2007 la població en edat de treballar era de 582 persones, 390 eren actives i 192 eren inactives. De les 390 persones actives 351 estaven ocupades (189 homes i 162 dones) i 39 estaven aturades (26 homes i 13 dones). De les 192 persones inactives 54 estaven jubilades, 79 estaven estudiant i 59 estaven classificades com a «altres inactius».

### Ingressos
El 2009 a Fontaine-lès-Vervins hi havia 359 unitats fiscals que integraven 960 persones, la mediana anual d'ingressos fiscals per persona era de 16.675 €.

### Activitats econòmiques
Dels 27 establiments que hi havia el 2007, 2 eren d'empreses extractives, 1 d'una empresa alimentària, 1 d'una empresa de fabricació d'altres productes industrials, 6 d'empreses de construcció, 8 d'empreses de comerç i reparació d'automòbils, 3 d'empreses de transport, 2 d'empreses d'hostatgeria i restauració, 2 d'empreses immobiliàries i 2 d'entitats de l'administració pública.
Dels 11 establiments de servei als particulars que hi havia el 2009, 3 eren tallers de reparació d'automòbils i de material agrícola, 2 paletes, 1 guixaire pintor, 2 lampisteries, 2 electricistes i 1 restaurant.
Dels 2 establiments comercials que hi havia el 2009, 1 era un hipermercat i 1 una sabateria.
L'any 2000 a Fontaine-lès-Vervins hi havia 16 explotacions agrícoles que ocupaven un total de 1.276 hectàrees.

## Equipaments sanitaris i escolars
El 2009 hi havia 2 escoles elementals. A Fontaine-lès-Vervins hi havia 1 col·legi d'educació secundària, 1 liceu d'ensenyament general i 1 liceu tecnològic. Als col·legis d'educació secundària hi havia 197 alumnes, als liceus d'ensenyament general n'hi havia 241 i als liceus tecnològics 74.

## Poblacions més properes
El següent diagrama mostra les poblacions més properes.